# ایستگاه داون‌تاون اینگلوود
ایستگاه داون‌تاون اینگلوود (انگلیسی: Downtown Inglewood station) یکی از ایستگاه‌های خط کی متروی لس آنجلس است.
این ایستگاه که در سال ۲۰۰۲ تأسیس شده در خیابان فلورانس، بین خیابان‌های مارکت و لوکاست، در منطقه تجاری مرکزی شهر اینگلوود، کالیفرنیا واقع شده است.

## نگارخانه

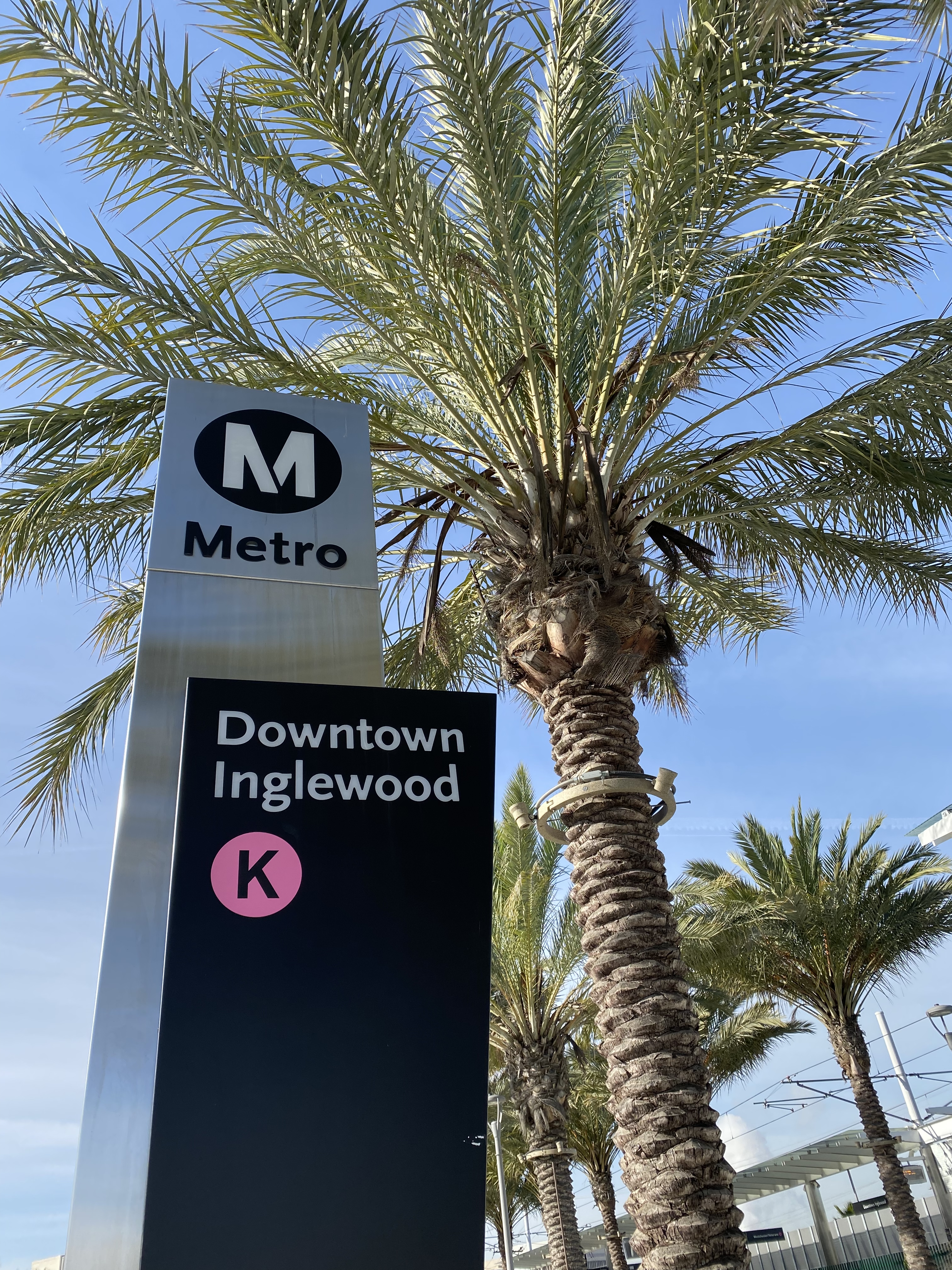
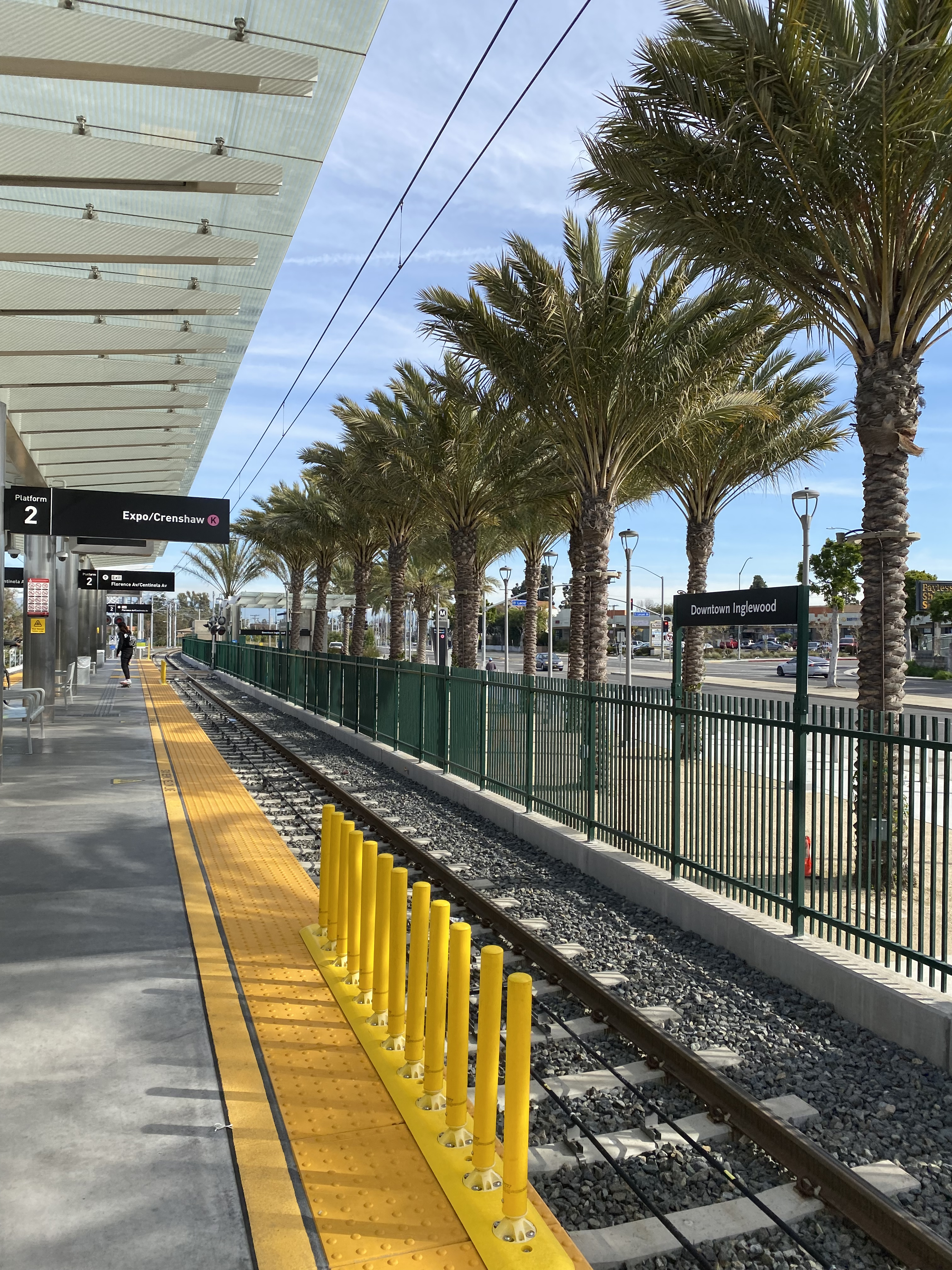
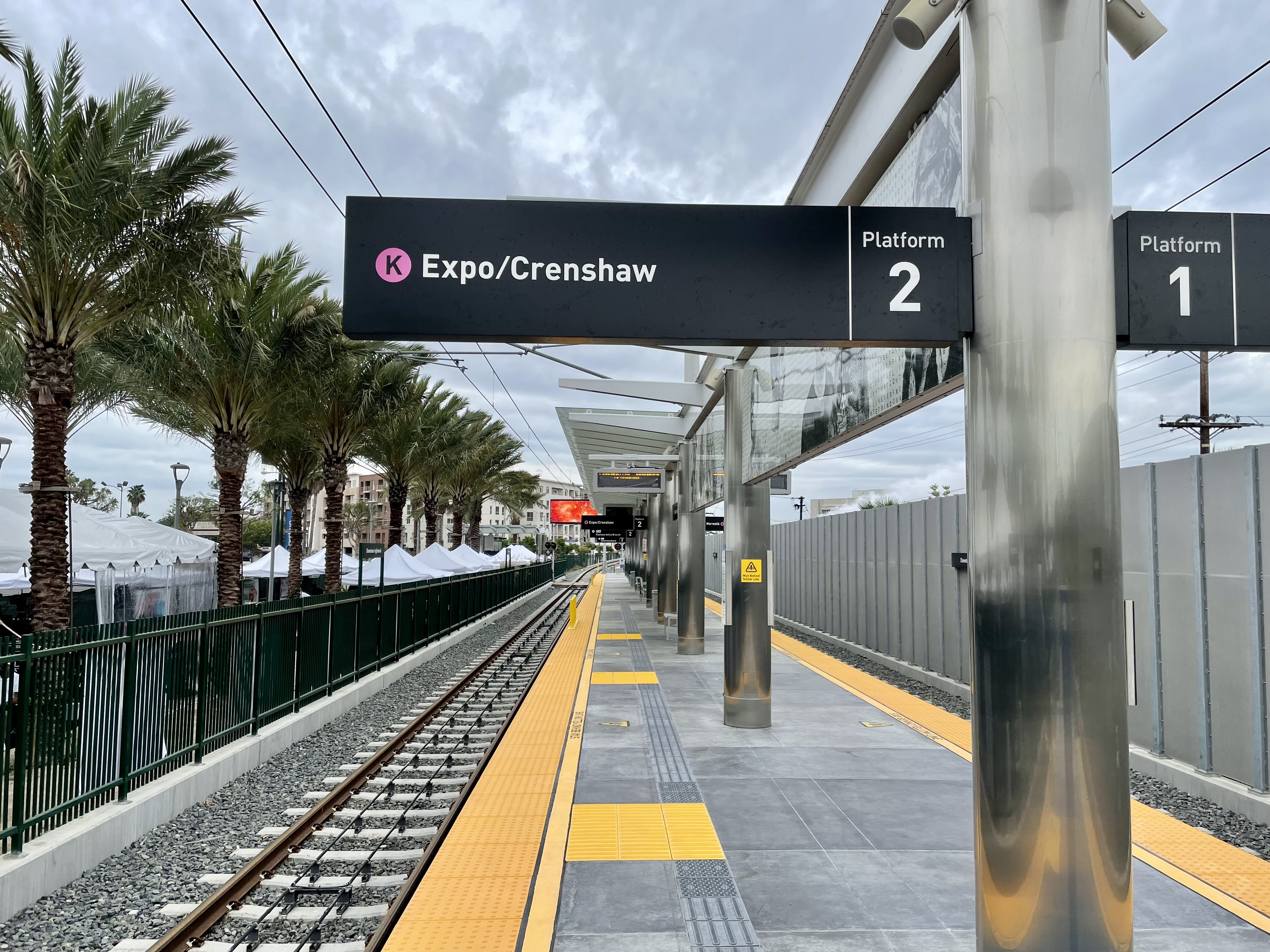
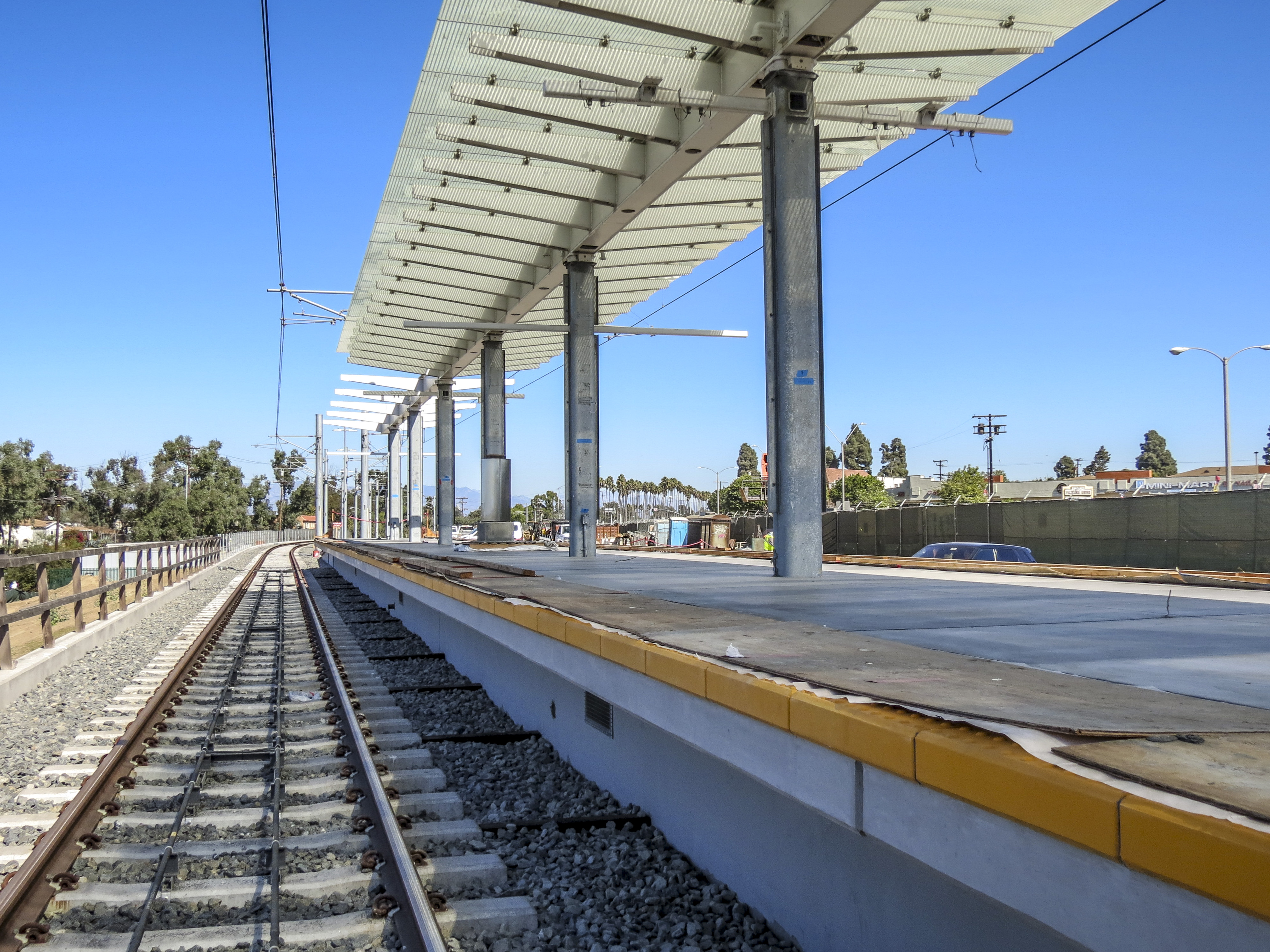